# 來遠號裝甲巡洋艦
來遠號裝甲巡洋艦是清朝为其海軍向德国订购的經遠級裝甲巡洋艦二号舰（有的著作里也划分为铁甲舰）。本舰作为北洋舰队的重要一员参加了甲午战争。在黄海海战中，本舰中弹起火，几乎彻底烧毁，经过乘员奋力扑救才幸免于难。随后本舰参加了威海衛之戰，击杀日本陆军少将大寺安纯，造成战争中日军最高军阶阵亡记录。最终日军用鱼雷艇夜袭，本舰受鱼雷命中倾覆沉没于威海港内。

## 设计和概述
1884年中法战争馬江海戰一役，福建船政水師惨败，几乎全军覆没。受此惨败刺激，清朝计划重新对外购买若干巡洋舰。时任直隶总督兼北洋大臣李鴻章原本希望参照穹甲巡洋舰濟遠號的设计再造4艘。然英国方面对失去订单一事一直耿耿于怀，在面对清廷抛出新订单之际极欲分一杯羹；加上济远号作为德国第一次建造穹甲巡洋舰，经验不足，设计上颇有缺陷之处，英国方面趁机对济远号的设计展开批评，并向时任驻英公使曾纪泽宣传英国的设计。经过一番辩论和权衡，清廷最终决定在德国建造两艘装甲巡洋舰（即本级），另外在英国建造两艘穹甲巡洋舰（即致遠級防護巡洋艦）。
本舰长82.4米、宽11.99米、吃水5.11米。排水量2900吨，额定乘员202人。外观上双烟囱，仅有的一根桅杆在烟囱后面。前部设置有前艏楼，从舰艏一直延伸至至主炮台前部；其余部分安装有与前艏楼平齐的舷墙。司令塔位置在主炮台后面，顶部为露天的罗经舰桥。
武器方面，主炮为两门克虏伯1880式35倍径210毫米后膛炮，全部安装于舰艏的双联装露炮台；副炮为两门克虏伯1880式35倍径150毫米后膛炮，安装在舷侧耳台，射界135度。本舰重视舰艏火力，主、副炮全部可以朝前发射，是典型的船头对敌设计。引人争议的是本舰舰艉完全没有大、中口径火炮，仅有若干小口径火炮，包括两门克虏伯75毫米舢板炮、两门哈乞开斯47毫米速射炮、两门哈乞开斯37毫米5管速射炮，在乱战战术中作自卫用。桅盘上还有一门哈乞开斯37毫米5管速射炮。按照当时海军的惯例，本舰安装有撞角。鱼雷武器为4具鱼雷发射管，两具在舰艏水线下，另两具在两舷。
防护方面，本舰采用了类似铁甲舰的中央装甲盒结构，保护着要害部位。侧面的水线装甲由三段装甲拼接而成，上方9.5英寸（241）、下方5.2英寸（132），但高度仅有5.92英尺（1.80）。因为水线装甲带装设位置太低，正常排水量状态下装甲带顶部差不多到了水线位置，满载时情况更严重。而且装甲带各装甲板因为是拼接而成，接缝处中弹即可能造成破裂进水。除了中央装甲盒，前后部位还各布置有穹甲甲板，中部高于水线，厚度比较薄，中部平行部分仅厚1.5英寸（38），两侧倾斜入水部分厚3英寸（76）。主炮露炮台胸墙装甲8英寸（203），炮台采用后部敞开式炮罩，厚度1.5英寸（38）。至于司令塔，侧壁厚度6英寸（152）。司令塔顶盖与塔壁留有较高的空隙，中间仅通过几根柱子相连。这种设计改善了观察视野，但也使得弹片和小口径炮弹能从缝隙中飞入，留下了隐患。

## 舰历
1885年1月1日，伏爾鏗造船廠开始动工兴建，工厂编号177。中途因为设计方案之争，本舰几经修改，实际时间有所拖延。时任德国首相奥托·冯·俾斯麦非常重视英德之间关于此次中国新舰的竞赛，认为这将会对两国将来的军舰出口成绩造成重要的影响，因此对两舰建造非常关心，指出为了按时、高质完成订单，德国海军部应参与监管。本舰建造过程非常顺利，1887年3月25日下水，比合同提前完成。1887年1月15日，德国驻华公使巴兰德致信李鸿章，转达俾斯麦的意见，希望由德国派人员操舰返国；如果中方希望自行派员驾舰返回，那么德方也希望能留用若干德国专家协助指导，以避免因为中方对机械不熟悉而发生故障，而让英方趁机捉住把柄。李鸿章对此表示同意，经远级两舰均留用了若干德籍洋员。为了接收各舰，清朝派出一支400人组成的接舰队伍，由北洋水师总教习、海军提督琅威理率领，其中本舰接收管带为邱寶仁。同年9月，本舰以及姊妹舰來遠號前往朴茨茅斯军港，与在那里等候的致遠號、靖遠號会合。9月12日03时，编队开始升火，13时起锚，14时出港。同年12月中旬，编队最终在厦门与在当地过冬的北洋舰队主力会合。各舰归国后，海军衙门决定均编入北洋水师。
1894年，清朝与日本就朝鲜的权益问题产生的矛盾日趋激烈。同年5月17日，李鸿章在威海检阅海军。此时来远号等的保养情况并不佳。
同年7月25日，日军第一游击队在豐島海戰击沉清朝防护巡洋舰广乙号、以及清朝向英商租借的运输船高升号，并击伤濟遠號、俘获炮舰操江號，甲午战争随之爆发。来远号作为北洋舰队一员，参加了舰队在战争初期的若干护航和巡逻行动。

### 黄海海战
1894年9月17日，北洋水师赴鸭绿江口的大东沟，掩护陆军登陆。北洋水师主力留驻于外场，部分吃水较浅的军舰则停泊在大东沟内的大东港，警戒转驳场。当天12:00稍过，鎮遠號一名瞭望水手发现不明煤烟。北洋各舰立即出动，以鳞次阵型离开登陆场，其中来远号序列第6，与左舷侧前方靖遠號组成第3个作战小队。随后舰队展开为横列作战阵型，来远号、靖远号小队位于定遠號、镇远号小队右翼，其中来远号经过调整位于小队前部、在靖远号的左舷侧前方。来远、靖远小队右方则是实力最弱的超勇號、揚威號小队。交战之初，第一游击队绕到北洋舰队右翼，集中攻击防护最薄弱的超勇號、揚威號小队。北洋舰队则以定远号、镇远号为首向日军本队冲击，左翼的致遠號、經遠號，以及右翼的靖远号、来远号一起，向本队旗舰松島进行炮击。13:10过后，联合舰队司令长官伊东佑亨海军中将下令本队将速度从8節（15每小時）提升到10節（19每小時）并左转掉头，准备使用左舷火炮交战而让右舷得到修整。然而本队序列第5的旧式铁甲舰比叡跟不上前4舰的速度而掉队，中间拉开了1000米的距离。定远等舰立即加速试图实施既定的“乱战”战术。13:55炮舰赤城向南试图躲避，致远、来远、经远、廣甲4舰进行了攻击。激战中北洋各舰陆续出现损失或撤退，至致远号爆炸沉没时，在主战场上北洋舰队只剩下定远、镇远、靖远、来远四舰继续战斗，而日舰依然有9艘之多。14:20赤城舰艉的120毫米火炮击中来远号后甲板，引爆堆积在该处的小口径炮弹，燃起大火，重创来远号。又此时第一游击队赶来解围，来远号被迫放弃追击赤城。来远号火势很快达到非常严重的地步，舰体产生右倾。大火甚至蔓延到锅炉舱附近，驾驶二副谢葆璋带领官兵奋力扑救。人们为防止火势从上甲板蔓延到底部船舱，而将通风管的上部风斗全部紧急拆除，导致锅炉舱被大火包围而不能通风，温度高达华氏200度（约摄氏90度）。此时同小队的靖远号同样已经进水并起火，此时在桅杆上升起了信号旗，指示向西，于是来远号先行，靖远号殿后。来远号的火势在退出战场时方才得到控制；上层甲板以及军官舱所有木制部件已经全部焚毁，钢梁、铁板等或烧断、或弯曲。17:29经远号倾覆沉没，围攻经远号的第一游击队转向东北，准备消灭在大洋河口灭火抢修的靖远号和来远号。来远号与靖远号背靠浅水区，准备迎战。17:30第一游击队突然收到松島挂出的收队信号，17:45撤退。
17:45以后，靖远号和来远号重返主战场。北洋舰队各舰重新集合，排成双鱼贯阵型，返回大东沟一带。北洋舰队在登陆场并没有发现日舰踪迹，于是与蚊子船鎮南號、鎮中號两舰会合返回旅顺，仅留下左一號等两艘鱼雷艇继续护卫登陆。
黄海海战后几乎烧成空架子的来远号勉力返回基地，使西方海军人士惊叹不已。同年9月23日，北洋水师提督丁汝昌、旅顺道台龚照玙联合向李鸿章报告战后情况，其中来远号后半部的上下甲板损毁严重，钢铁支架弯曲，需要两个月的时间修理。

#### 黄海海战阵位
有关北洋舰队靖远号以及经远号、来远号在黄海海战前半阶段的阵位，在不同资料中有不同说法。北洋舰队在行进及作战中均采取了以两舰为一小队的鳞次阵。日本官方战史认为位于左翼、曾靠近比叡攻击的是来远号。但其记载比较混乱：海战开始及前半段一直称呼为“来远”的那艘军舰，但在第一游击队追击时又变成了“经远”。
与此相对，陈悦特意指出，北洋水师方面将经远级与致远级混合使用，即经远号搭配致远号，来远号搭配靖远号；来远号从未与致远号单独编队，而经远号也从未与靖远号单独搭配。鉴于陈悦所著较日方官方战史相对较新，故采用陈说。

### 威海衛之戰
1894年11月21日，旅顺失守，北洋水师在渤海地区只剩下威海卫最后一个基地。日军随即展开对威海卫的围攻。1895年1月30日，08:30日军第11旅团占领摩天岭炮台。清军各陆地炮台立即集中攻击摩天岭炮台，水师提督丁汝昌亦率领定遠號、靖远、来远、广丙以及数艘蚊子船抵近南帮炮台附近进行援助射击。旅团司令大寺安纯少将登上炮台接受记者采访拍照时，来远号的一发210毫米炮弹直接命中炮台，大寺负重伤，不久身亡，成为甲午战争日军阵亡者中军衔最高者。2月1日，北帮炮台失守，威海卫的陆路交通全部断绝。防守威海的绥军统领戴宗骞自杀。日军随即多次使用轻型舰艇强攻北洋舰队泊地。6日04:00以后，日军鱼雷艇队发动第四次夜袭。北洋军舰发现了有日军鱼雷艇潜入，遂用探照灯搜索海面。然而此举并未找到鱼雷艇，反而暴露了自己。第二十三号鱼雷艇借着光线发现了三个影子，于是向着最大的一艘驶去，在近距离发射了一枚鱼雷并命中目标。随后的小鹰也发射了两枚鱼雷，命中一枚。来远号左舷中雷，分别造成1米和4米宽的破口，距离仅隔半米。来远号由于舰体水下没有装甲保护，迅速入水，倾覆沉没。